# Eva Mameli Calvino
Pour les articles homonymes, voir Calvino.
Giuliana Luigia Evelina Mameli dite Eva Mameli Calvino, née le 12 février 1886 à Sassari et morte le 31 mars 1978 à Sanremo, est une botaniste italienne. Elle est la première à lancer la culture du palmier, du kiwi et du pamplemousse en Italie dans les années 1920.
Elle est la mère de l'écrivain Italo Calvino.

## Biographie
Née dans une famille de la haute-bourgeoisie, elle est la quatrième des cinq enfants de Maria Maddalena Cubeddu et du colonel des carabiniers Giovanni Battista. Envoyée étudier dans une école « réservée » aux garçons, elle s'inscrit ensuite en mathématiques à l'Université de Cagliari dont elle ressort diplômée en 1905. À la mort de son père, elle s'installe à Pavie avec sa mère et son frère aîné où elle fréquente le Laboratoire de cryptogamie de Giovanni Briosi tout en étudiant à l'université de Pavie dont elle est diplômée en 1907. Continuant ses études grâce à plusieurs bourses, elle devient en 1915 la première femme en Italie à enseigner les sciences.
Pendant la Première Guerre mondiale, Eva Mameli rejoint les rangs de la Croix-Rouge italienne en tant qu'infirmière. Pour ces activités, elle reçoit la médaille d'argent de la Croix-Rouge et la médaille de bronze du Ministère de l'Intérieur italien.
En 1920, elle rencontre Mario Calvino qui lui propose de le suivre à Cuba pour collaborer avec lui dans la station agronomique expérimentale de production de canne à sucre qu'il dirige depuis trois ans. Là-bas, elle s'implique dans le développement de la culture du tabac, du chanvre et de la canne à sucre. Leur premier fils Italo Calvino naît en octobre 1923.
Eva et Mario Calvino retournent en Italie en 1925 et s'installent à Sanremo, ramenant pour la première fois dans leur pays natal des palmiers, des kiwis et des pamplemousses qu'ils cultivent dans une nouvelle station expérimentale de floriculture. Deux ans plus tard, Eva Mameli remporte la chaire de botanique de l'Université de Catane puis devient professeure à l'Université de Cagliari.
Pendant la Seconde Guerre mondiale, alors que ses deux fils prennent le maquis, Eva Calvino et son époux cachent des partisans et des juifs. Mario Calvino sera même emprisonnée pendant 40 jours pour ça.
Mario Calvino meurt en 1951 et la direction de la station revient à Eva Calvino pendant les huit années suivantes. Eva Mameli Calvino meurt à l'âge de 92 ans à Sanremo le 31 mars 1978.

## Travaux
Durant sa vie, Eva Mameli publie près de 200 articles qui traitent aussi bien de botanique que de physiologie végétale, de lichénologie, de mycologie puis de génétique appliquée aux plantes ornementales, de phytopathologie et de floriculture. Elle est également cofondatrice de la Società italiana amici dei fiori (Société italienne des amis des fleurs) et du journal Il Giardino Fiorito qu'elle codirige de 1931 à 1947.